# Puchar Sześciu Narodów 2023
Puchar Sześciu Narodów 2023 (2023 Six Nations Championship, a także od nazwy sponsora turnieju, Guinness – 2023 Guinness 6 Nations) – dwudziesta czwarta edycja Pucharu Sześciu Narodów, corocznego turnieju w rugby union rozgrywanego pomiędzy sześcioma najlepszymi europejskimi zespołami narodowymi. Turniej odbywa się pomiędzy 4 lutego a 18 marca 2023 roku.
Wliczając turnieje w poprzedniej formie, od czasów Home Nations Championship i Pucharu Pięciu Narodów, jest to 129. edycja tych zawodów. W turnieju biorą udział reprezentacje narodowe Anglii, Francji, Irlandii, Szkocji, Walii i Włoch.
Rozkład gier opublikowano w kwietniu 2022 roku, zaś sędziowie spotkań zostali wyznaczeni w połowie grudnia roku 2022.
Zwycięzca meczu zyskiwał cztery punkty, za remis przysługiwały dwa punkty, porażka nie była punktowana, a zdobycie przynajmniej czterech przyłożeń lub przegrana nie więcej niż siedmioma punktami premiowana była natomiast punktem bonusowym. Dodatkowo zdobywca Wielkiego Szlema otrzymałby trzy dodatkowe punkty, by uniknąć sytuacji, że nie wygrałby całych zawodów pomimo pokonania wszystkich rywali.
Irlandia prócz tytułu zdobyła także Wielkiego Szlema oraz drugą z rzędu Triple Crown. Podczas zawodów pięćdziesiąte występy w narodowej reprezentacji zaliczyli Dave Kilcoyne, Andrew Porter i James Ryan, Garry Ringrose, Dillon Lewis, Uini Atonio oraz Josh van der Flier, setne zaś Stuart Hogg, Taulupe Faletau oraz Dan Cole. Johnny Sexton wyrównał, a w ostatnim meczu zawodów pobił wynoszący 557 punktów w tych rozgrywkach rekord Ronana O’Gary. Z grona sześciu zawodników wytypowanych przez organizatorów za najlepszego został uznany po raz trzeci Antoine Dupont.
Cieniem na turnieju położyła się akcja protestacyjna walijskich zawodników w związku z postawą Welsh Rugby Union wobec kończących się kontraktów, przez którą zagrożone było rozegranie meczu z Anglią w ramach trzeciej kolejki. Strony doszły jednak do porozumienia, gdy zostały uwzględnione postulaty zawodników dotyczące kontraktów i wynagrodzeń oraz zmniejszenia limitu uprawniającego do występów w reprezentacji – grając dla zagranicznego klubu – z 60 do 25 testmeczów.
Sponsorem turnieju piąty rok była marka Guinness.

## Uczestnicy
W turnieju uczestniczyły:
| Zespół   | Stadion            | Miasto   | Trener          | Kapitan                  |
| -------- | ------------------ | -------- | --------------- | ------------------------ |
| Anglia   | Twickenham         | Londyn   | Steve Borthwick | Owen Farrell Ellis Genge |
| Francja  | Stade de France    | Paryż    | Fabien Galthié  | Antoine Dupont           |
| Irlandia | Aviva Stadium      | Dublin   | Andy Farrell    | Johnny Sexton James Ryan |
| Szkocja  | Murrayfield        | Edynburg | Gregor Townsend | Jamie Ritchie            |
| Walia    | Millennium Stadium | Cardiff  | Warren Gatland  | Ken Owens                |
| Włochy   | Stadio Olimpico    | Rzym     | Kieran Crowley  | Michele Lamaro           |

## Mecze

### Tydzień 1
| 4 lutego 202314:15 | Walia                                   | 10:34(3:27) | Irlandia | Millennium Stadium, Cardiff Widzów: 74 500 Sędzia: Karl Dickson |
| 4 lutego 202314:15 | Liam Williams 5 (P) Dan Biggar 5 (pd K) | 10:34(3:27) | Jonathan Sexton 12 (3pd 2K) James Ryan 5 (P) Caelan Doris 5 (P) Josh van der Flier 5 (P) James Lowe 5 (P) Ross Byrne 2 (pd) | Millennium Stadium, Cardiff Widzów: 74 500 Sędzia: Karl Dickson |
| 4 lutego 202314:15 | Liam Williams                           | 10:34(3:27) | | Millennium Stadium, Cardiff Widzów: 74 500 Sędzia: Karl Dickson |

| 4 lutego 202316:45 | Anglia                                                      | 23:29(13:12) | Szkocja                                                                            | Twickenham Stadium, Londyn Widzów: 81 545 Sędzia: Paul Williams |
| 4 lutego 202316:45 | Max Malins 10 (2P) Ellis Genge 5 (P) Owen Farrell 8 (pd 2K) | 23:29(13:12) | Duhan van der Merwe 10 (2P) Finn Russell 9 (3pd K) Ben White 5 (P) Huw Jones 5 (P) | Twickenham Stadium, Londyn Widzów: 81 545 Sędzia: Paul Williams |

| 5 lutego 202316:00 | Włochy                                    | 24:29(14:19) | Francja | Stadio Olimpico, Rzym Widzów: 41 232 Sędzia: Matthew Carley |
| 5 lutego 202316:00 | Ange Capuozzo 5 (P) Tommaso Allan 12 (4K) | 24:29(14:19) | Thomas Ramos 14 (P 3pd K) Ethan Dumortier 5 (P) Thibaud Flament 5 (P) Charles Ollivon 5 (P) Matthieu Jalibert 5 (P) | Stadio Olimpico, Rzym Widzów: 41 232 Sędzia: Matthew Carley |
| 5 lutego 202316:00 | Charles Ollivon                           | 24:29(14:19) | | Stadio Olimpico, Rzym Widzów: 41 232 Sędzia: Matthew Carley |

### Tydzień 2
| 11 lutego 202314:15 | Irlandia | 32:19(22:16) | Francja                                        | Aviva Stadium, Dublin Widzów: 51 700 Sędzia: Wayne Barnes |
| 11 lutego 202314:15 | Hugo Keenan 5 (P) Garry Ringrose 5 (P) James Lowe 5 (P) Jonathan Sexton 7 (2pd K) Andrew Porter 5 (P) Ross Byrne 5 (pd K) | 32:19(22:16) | Thomas Ramos 14 (pd dg 3K) Damian Penaud 5 (P) | Aviva Stadium, Dublin Widzów: 51 700 Sędzia: Wayne Barnes |
| 11 lutego 202314:15 | Uini Atonio | 32:19(22:16) |                                                | Aviva Stadium, Dublin Widzów: 51 700 Sędzia: Wayne Barnes |

| 11 lutego 202316:45 | Szkocja                                                                                                  | 35:7(13:7) | Walia                             | Murrayfield Stadium, Edynburg Widzów: 67 144 Sędzia: Andrew Brace |
| 11 lutego 202316:45 | Kyle Steyn 10 (2P) Finn Russell 10 (2pd 2K) George Turner 5 (P) Matt Fagerson 5 (P) Blair Kinghorn 5 (P) | 35:7(13:7) | Dan Biggar 2 (pd) Ken Owens 5 (P) | Murrayfield Stadium, Edynburg Widzów: 67 144 Sędzia: Andrew Brace |
| 11 lutego 202316:45 | George Turner                                                                                            | 35:7(13:7) | Liam Williams · Rhys Webb         | Murrayfield Stadium, Edynburg Widzów: 67 144 Sędzia: Andrew Brace |

| 12 lutego 202315:00 | Anglia | 31:14(19:0) | Włochy                                                                                  | Twickenham Stadium, Londyn Widzów: 81 609 Sędzia: James Doleman |
| 12 lutego 202315:00 | Jamie George 5 (P) Ollie Chessum 5 (P) Owen Farrell 4 (2pd) Jack van Poortvliet 5 (P) Jack Willis 5 (P) Henry Arundell 5 (P) | 31:14(19:0) | Alessandro Fusco 5 (P) Tommaso Allan 4 (2pd) Marco Riccioni 5 (P) Lorenzo Cannone 5 (P) | Twickenham Stadium, Londyn Widzów: 81 609 Sędzia: James Doleman |
| 12 lutego 202315:00 | Lorenzo Cannone · Simone Ferrari                                                                                             | 31:14(19:0) |                                                                                         | Twickenham Stadium, Londyn Widzów: 81 609 Sędzia: James Doleman |

### Tydzień 3
| 25 lutego 202315:15 | Włochy                                                            | 20:34(17:24) | Irlandia | Stadio Olimpico, Rzym Widzów: 51 034 Sędzia: Mike Adamson |
| 25 lutego 202315:15 | Pierre Bruno 5 (P) Paolo Garbisi 10 (2pd 2K) Stephen Varney 5 (P) | 20:34(17:24) | Hugo Keenan 5 (P) Mack Hansen 10 (2P) Bundee Aki 5 (P) James Lowe 5 (P) Ross Byrne 9 (3pd K) James Ryan 5 (P) | Stadio Olimpico, Rzym Widzów: 51 034 Sędzia: Mike Adamson |

| 25 lutego 202316:45 | Walia                                            | 10:20(3:8) | Anglia                                                                              | Millennium Stadium, Cardiff Widzów: 74 500 Sędzia: Mathieu Raynal |
| 25 lutego 202316:45 | Leigh Halfpenny 5 (pd K) Louis Rees-Zammit 5 (P) | 10:20(3:8) | Kyle Sinckler 5 (P) Ollie Lawrence 5 (P) Anthony Watson 5 (P) Owen Farrell 5 (pd K) | Millennium Stadium, Cardiff Widzów: 74 500 Sędzia: Mathieu Raynal |

| 26 lutego 202316:00 | Francja                                                                                 | 32:21(22:7) | Szkocja                                   | Stade de France, Saint-Denis Widzów: 80 000 Sędzia: Nika Amashukeli |
| 26 lutego 202316:00 | Thomas Ramos 17 (P 3pd 2K) Gaël Fickou 5 (P) Ethan Dumortier 5 (P) Romain Ntamack 5 (P) | 32:21(22:7) | Huw Jones 10 (2P) Finn Russell 11 (P 3pd) | Stade de France, Saint-Denis Widzów: 80 000 Sędzia: Nika Amashukeli |
| 26 lutego 202316:00 | Mohamed Haouas                                                                          | 32:21(22:7) | Grant Gilchrist                           | Stade de France, Saint-Denis Widzów: 80 000 Sędzia: Nika Amashukeli |

### Tydzień 4
| 11 marca 202315:15 | Włochy                                                                | 17:29(3:22) | Walia                                                                            | Stadio Olimpico, Rzym Widzów: 61 536 Sędzia: Damon Murphy |
| 11 marca 202315:15 | Tommaso Allan 7 (2pd K) Juan Ignacio Brex 5 (P) Sebastian Negri 5 (P) | 17:29(3:22) | Liam Williams 5 (P) Taulupe Faletau 5 (P) Rio Dyer 5 (P) Owen Williams 7 (2pd K) | Stadio Olimpico, Rzym Widzów: 61 536 Sędzia: Damon Murphy |
| 11 marca 202315:15 | Pierre Bruno · Lorenzo Cannone                                        | 17:29(3:22) |                                                                                  | Stadio Olimpico, Rzym Widzów: 61 536 Sędzia: Damon Murphy |

| 11 marca 202316:45 | Anglia                                      | 10:53(3:27) | Francja | Twickenham Stadium, Londyn Widzów: 82 000 Sędzia: Ben O’Keeffe |
| 11 marca 202316:45 | Freddie Steward 5 (P) Marcus Smith 5 (pd K) | 10:53(3:27) | Thomas Ramos 23 (P 6pd 2K) Damian Penaud 10 (2P) Antoine Dupont 5 (P) Thibaud Flament 10 (2P) Charles Ollivon 10 (2P) | Twickenham Stadium, Londyn Widzów: 82 000 Sędzia: Ben O’Keeffe |

| 12 marca 202315:00 | Szkocja                             | 7:22(7:8) | Irlandia                                                                      | Murrayfield Stadium, Edynburg Widzów: 67 144 Sędzia: Luke Pearce |
| 12 marca 202315:00 | Huw Jones 5 (P) Finn Russell 2 (pd) | 7:22(7:8) | James Lowe 5 (P) Jonathan Sexton 7 (2pd K) Jack Conan 5 (P) Mack Hansen 5 (P) | Murrayfield Stadium, Edynburg Widzów: 67 144 Sędzia: Luke Pearce |

### Tydzień 5
| 18 marca 202312:30 | Szkocja                                              | 26:14(12:6) | Włochy                                      | Murrayfield Stadium, Edynburg Widzów: 67 144 Sędzia: Angus Gardner |
| 18 marca 202312:30 | Duhan van der Merwe 5 (P) Blair Kinghorn 21 (3P 3pd) | 26:14(12:6) | Paolo Garbisi 3 (K) Tommaso Allan 11 (P 2K) | Murrayfield Stadium, Edynburg Widzów: 67 144 Sędzia: Angus Gardner |
| 18 marca 202312:30 | Marco Riccioni                                       | 26:14(12:6) |                                             | Murrayfield Stadium, Edynburg Widzów: 67 144 Sędzia: Angus Gardner |

| 18 marca 202315:45 | Francja                                                                                                 | 41:28(20:7) | Walia | Stade de France, Saint-Denis Widzów: 78 635 Sędzia: Nic Berry |
| 18 marca 202315:45 | Thomas Ramos 16 (5pd 2K) Damian Penaud 10 (2P) Gaël Fickou 5 (P) Jonathan Danty 5 (P) Uini Atonio 5 (P) | 41:28(20:7) | George North 5 (P) Rio Dyer 5 (P) Dan Biggar 6 (3pd) Bradley Roberts 5 (P) Tomos Williams 5 (P) Leigh Halfpenny 2 (pd) | Stade de France, Saint-Denis Widzów: 78 635 Sędzia: Nic Berry |

| 18 marca 202317:00 | Irlandia                                                                             | 29:16(10:6) | Anglia                                     | Aviva Stadium, Dublin Widzów: 51 700 Sędzia: Jaco Peyper |
| 18 marca 202317:00 | Robbie Henshaw 5 (P) Jonathan Sexton 9 (3pd K) Dan Sheehan 10 (2P) Rob Herring 5 (P) | 29:16(10:6) | Jamie George 5 (P) Owen Farrell 11 (pd 3K) | Aviva Stadium, Dublin Widzów: 51 700 Sędzia: Jaco Peyper |
| 18 marca 202317:00 | Jack Willis · Freddie Steward                                                        | 29:16(10:6) |                                            | Aviva Stadium, Dublin Widzów: 51 700 Sędzia: Jaco Peyper |